# Shiloh (thành phố trong Kinh Thánh)
Shiloh (tiếng Hebrew: có thể thay đổi giữa שִׁלוֹ,שִׁילֹה,שִׁלֹה, và שִׁילוֹ) là một thành phố cổ đại ở vùng Samaria, được nhắc đến trong Kinh Thánh Hebrew. Nó đã được nhận diện một cách chắc chắn là vùng Khirbet Seilun trong thời gian hiện tại, một tell hay một cái gò mang tính chất khảo cổ học, được mệnh danh là Tel Shiloh trong tiếng Hebrew Hiện đại. Nó nằm về phía tây của thị trấn hiện đại Shilo ở Bờ Tây, phía nam của vùng cổ đại Lebonah và cách Beth El 16 kilômét (10 mi) về phía Bắc.
Shiloh là trung tâm thờ phượng lớn của người Israel trước khi Ngôi đền đầu tiên được xây dựng ở Jerusalem.
Ý nghĩa của từ "Shiloh" không rõ ràng. Đôi khi, nó được dịch như một tiêu đề về Chúa cứu thế - Đấng Messiah mang nghĩa "Người mà nó thuộc về" (He Whose It Is) hoặc như "hoà giải" (Pacific), "người hoà giải" (Pacificator) hoặc "sự tĩnh lặng" (Tranquility) có đề cập đến bộ Pentateuch trong Torah của người Samaritan. Bất kể như nào, tên của thị trấn Shiloh có nguồn gốc từ שלה (shala) và có thể dịch là "Thị trấn tĩnh lặng" (Tranquility Town, hoặc "Nơi trú ẩn dịu dàng" (Fair Haven), "Vùng đất êm dịu" (Pleasantville).

## Vị trí
Được nhắc đến trong Sách Joshua, Thánh Vịnh và Sách Thẩm phán, Shiloh nằm ở phía Bắc của Bethel, phía Đông của đường lớn Bethel–Shechem, và phía Nam của Lebonah trên vùng quê đồi Ephraim (Judg. 21:19). Shiloh được xác định rõ ràng là Khirbet Seilun (Tel Shiloh) bởi nhà bác ngữ học E. Robinson vào năm 1838. Vị trí này đã được xác nhận từ lâu trước đó bởi nhà văn La Mã Eusebius, và bởi Nestorius ha-Parhi.

## Thời đại đồ đồng
Một thời gian dài trước khi người Israel xuất hiện, Shiloh là một thành phố có công sự bao bọc với một đền thờ tôn giáo hoặc thánh điện trong giai đoạn trung kỳ đồ đồng và thời kỳ đồ đồng muộn ở Canaan

## Tường thuật trong Kinh thánh
Khi người Israel đến vùng đất này, họ dựng lên đền tạm trong lều ở nơi hoang địa cổ xưa (Lều Hội ngộ (Tent of Meeting): Heb. Ohel-Mo'ed). Ở nơi đây, Joshua và Eleazar chia đất cho các chi tộc chưa nhận được sự phân công của họ (Joshua 18:1-10) và giải quyết việc phân bổ các thành phố cho người Levi (Joshua 21:1-8). Sau đó, Shiloh trở thành một trong những đền thờ tôn giáo hàng đầu ở Israel cổ đại, một trạng thái được giữ cho đến ngay trước khi David nâng cấp Jerusalem.
The whole congregation of Israel assembled together at Shiloh and set up the tent (or tabernacle) of the congregation there (Joshua 18:1).
Tạm dịch:
Cả giáo đoàn Israel đã tụ họp lại tại Shiloh và dựng trại (hoặc nhà tạm) của giáo đoàn tại đó
Nhà tạm đã được xây dựng dưới sự hướng dẫn của Moses từ Thiên Chúa (Exodus 26) để cất giữ Hòm Giao ước (Ark of the Covenant), cũng được tạo nên dưới sự hướng dẫn của Moses từ Thiên Chúa (Exodus 25). Theo các nguồn Talmud, khu lều trại tôn nghiêm tồn tại ở Shiloh trong 369 năm cho đến khi Hòm Giao ước được mang tới trong khu trại chiến đấu tại Eben-Ezer (1 Samuel 4:3–5) và bị lấy cắp bởi người Philistine ở Aphek (có lẽ là Antipatris). Tại một thời điểm nào đó trong thời gian tồn tại lâu dài tại Shiloh, khu lều trại di động dường như đã được bao bọc trong một hàng rào kín — một "temenos" của Hy Lạp. Chính tại Shiloh, Eli và Samuel đã đảm nhận vai trò mục sư (1 Samuel 3:15) và Shiloh là nơi có cấu trúc vật lý có các "cánh cửa" (1 Samuel 3:21). Vào một thời điểm nào đó, Lều Hội ngộ được chuyển sang Gibeon, nơi đã trở thành một địa điểm linh thiêng của người Israel dưới thời David và Solomon.
Shiloh là một trong những trung tâm chính của việc thờ phượng của người Israel trong giai đoạn tiền quân chủ, nhờ vào sự hiện diện của Lều Hội ngộ và Hòm giao ước. Người dân đã hành hương tại đó để dự các bữa tiệc và lễ tế chính, và các Thẩm phán 21 ghi lại nơi này như là nơi diễn ra một buổi liên hoan khiêu vũ hằng năm giữa các vườn nho.
Theo 1 Samuel 1–3, vùng đất linh thiêng tại Shiloh được quản lý bởi thầy tư tế dòng Aaron là Eli và hai con trai của ông, Hophni và Phinehas. Theo lời tường thuật này, Samuel trẻ tuổi đã được cung hiến bởi người mẹ Hannah tại đó, được nuôi dạy tại đền thờ bởi thầy tư tế, và vị mục sư tiên tri của ông được trình bày đã bắt đầu ở đó. Hophni và Phinehas được ghi nhận là có ác tâm trong cách đối xử của họ với những người đến nhà thờ để cầu nguyện dâng hiến. Dưới quyền Eli và các con trai của ông, chiếc Hòm Giao ước đã mất khỏi tay Israel trong một trận chiến với người Philistine ở Aphek. Nhà sử học và khảo cổ học Kinh Thánh vĩ đại, W.F. Albright, đưa ra giả thuyết rằng người Philistine cũng đã tiêu diệt Shiloh vào thời điểm này; kết luận này vẫn được tranh luận nhưng được hỗ trợ bởi bình luận mang tính truyền thống. Nơi này cũng có thể đã bị phá hủy sau này, và các văn bản Kinh thánh ghi lại không có sự hủy diệt nào được xác nhận. Chắc chắn, nhân vật ảo ảnh Ahijah người Shiloh (Ahijah the Shilonite), đã xúi giục cuộc nổi dậy của Jeroboam, con trai của Nebat, chống lại cháu trai của David là Rehoboam (I Kings 11, 14), tới từ đó, và hắn sinh ra, một cách thú vị, cùng tên với thầy tư tế người Aaron, người đã tư vấn cho Hòm của Saul trong I Samuel 14:3. Schley đã tuyên bố rằng việc lấy đi Hòm và cái chết của Saul xảy ra trong cùng một trận chiến và các biên tập viên về David sau này đã soạn thảo các văn bản hiện tại để làm cho nó xuất hiện như là Saul đã cai trị mà không có Đền thờ Lều hoặc Hòm, và do đó không có tính hợp pháp thuộc về nghi lễ. Tuy nhiên, sự xác nhận này cũng vẫn chưa được chứng minh.
Một điều chắc chắn là trong sứ vụ tiên tri của Jeremiah (7:12-15; 26:5-9) hơn ba trăm năm sau, Shiloh đã bị tàn phá. Jeremiah dựa vào gương của Shiloh để cảnh báo cho dân của tộc Judah và Jerusalem việc mà Yahweh Elohim sẽ làm cho "nơi mà tôi đặt tên mình ở đó" (place where I caused my name to dwell), cảnh báo họ rằng thành phố thánh địa của họ, Jerusalem, như Shiloh, có thể chịu sự phán xét của thần thánh.

### Sử dụng một cách mơ hồ "Shiloh" trong Kinh Thánh Hebrew
Shiloh được đề cập đến trong Kinh thánh Hebrew trong Genesis 49:10 như một phần của phép lành mà Jacob dành cho người con Judah. Nó có thể là một nhân vật, có lẽ là Đấng Messiah Lưu trữ ngày 30 tháng 6 năm 2017 tại Wayback Machine, hoặc mọt địa danh, như được nhắc tới sau đó trong Sách Thẩm phán và cũng trong Jeremiah 41:5. Một cư dân của Shiloh là vị tiên tri Achiyah, được đề cập trong I Kings 14.

## Thời kỳ Kitô giáo

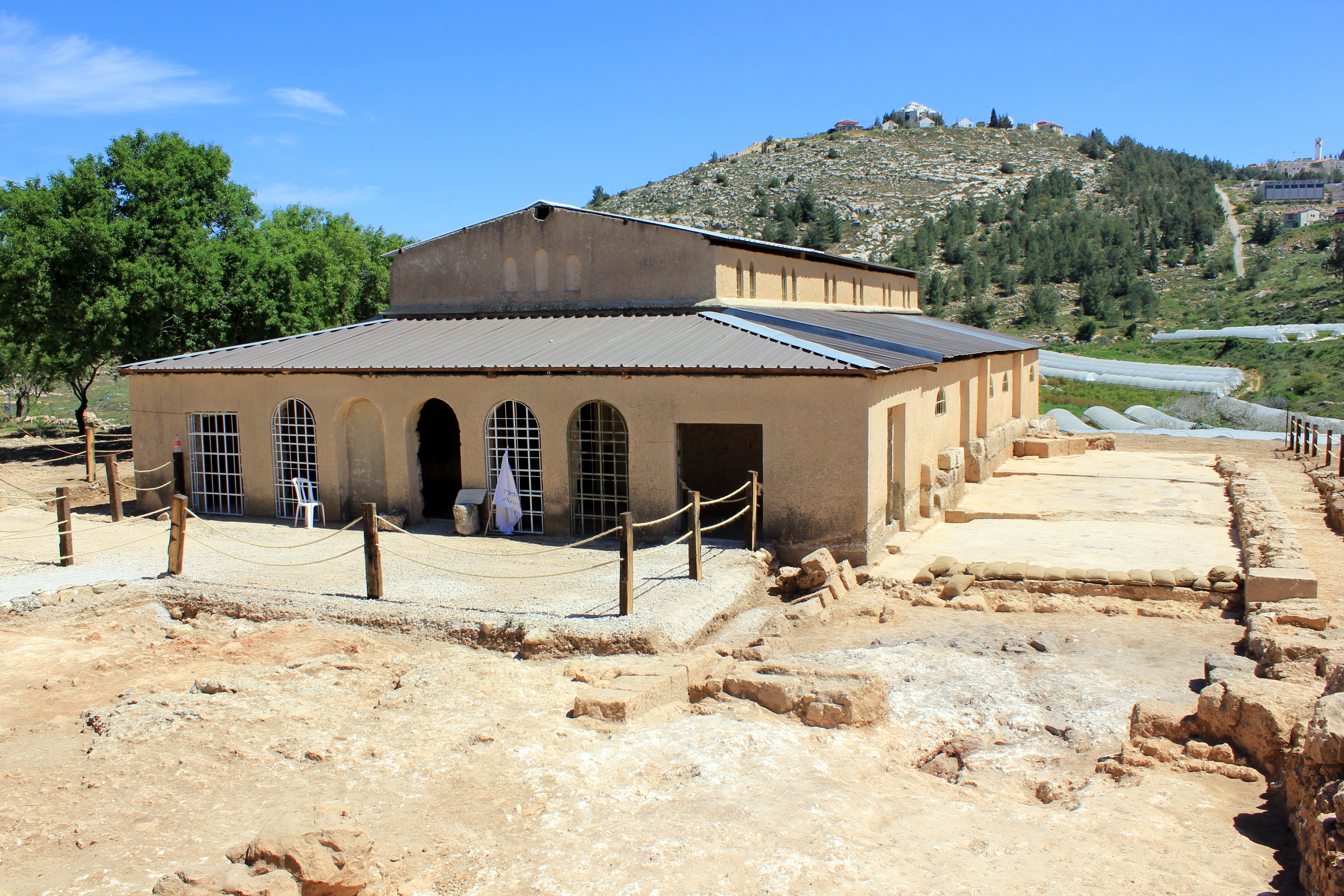
Vương cung Thánh đường

Thánh Jerome, trong bức thư gửi Paula và Eustochius, có niên đại khoảng 392–393, viết: "Với Chúa Kitô ở bên chúng ta, chúng ta sẽ đi qua Shiloh và Bethel " (Ep.46,13, PL 22, 492). Nhà thờ chính thức của Jerusalem chưa từng lên lịch một cuộc hành hương hàng năm cho Shiloh, không giống như Bethel. Ngược lại, Lễ của Samuel được tổ chức vào ngày 20 tháng 8 tại làng Masephta (Mizpah). Ngay cả những người hành hương dường như cũng không đến thăm Shiloh, vì người duy nhất đề cập đến tên của nó—người hành hương Theodosius vào thế kỷ thứ 6 (ch. 4, CCSL 175, 116)—đã xác định một cách sai lầm rằng địa điểm này nằm ngay giữa Jerusalem và Emmaus. Việc nhận dạng sai lầm kéo dài tới hàng thế kỷ, như xuất hiện, ví dụ, trên bản đồ Florence năm 1300, đặt Shiloh tại Nebi Samwil, nơi tìm thấy Lăng mộ Samuel. Bản đồ khảm của Madaba đặt Shiloh sai lầm về phía đông của Shechem, bỏ qua sự miêu tả của nhà thờ.
Các tín hữu Kitô giáo Messiah đã trở nên gắn bó với Shiloh như một kết quả của đoạn tiết này (Genesis 49:10)—"Vương trượng sẽ không lìa khỏi Judah, gậy chỉ huy sẽ không rời khỏi hai gối nó, cho tới khi Đấng mọi người thần phục (Shiloh) sẽ đến, tức Đấng muôn dân vâng phục lệnh của Người." Shiloh được cho là đề cập đến Jesus bởi một số tín hữu Kitô giáo. Các bản dịch thay thế đã dẫn dắt những người khác, kể cả một số tín hữu Kitô giáo, đến các kết luận khác nhau.

## Thời kỳ Hồi giáo
Năm 638, người Hồi giáo đã tiến hành chinh phục vùng Palestine. Những người hành hương Hồi giáo đến Shiloh đề cập đến một nhà thờ Hồi giáo tên là es-Sekineh, nơi mà sự tưởng nhớ những việc làm của Jacob và Joseph được tôn sùng. Nguồn có niên đại sớm nhất là el-Harawi, người đã viếng thăm đất nước vào năm 1173 khi nó bị các đội quân Thập tự chinh và viết: "Seilun là ngôi làng của nhà thờ Hồi giáo es-Sekineh, nơi viên đá của Bàn tròn được tìm thấy". Yaqut (1225) và el-Quarwini (1308, Marmardji, 94–95), cũng viết tương tự.

## Khảo cổ học
Các cuộc khai quật khảo cổ cho thấy nơi này đã được định cư từ khoảng năm 1750 TCN (thời đại đồ đồng giữa II hoặc MB II, còn được gọi là MB IIB theo trường phái Albright); tuy nhiên, nó không được đề cập trong bất kỳ nguồn nào có niên đại trước Kinh Thánh. Một tell và rất nhiều phế tích ấn tượng còn lại đã được khai quật từ các thời đại Canaan và Israel, với sự cư trú kéo dài cho đến thế kỷ thứ 8 trước Công nguyên. Trong 12 thế kỷ sau đó, Shiloh chỉ được coi là một trạm dừng chân trên những tuyến đường của người tạm trú, thường chỉ có ý nghĩa về lịch sử tôn giáo. Các cuộc khai quật khảo cổ đã tiết lộ các di vật còn lại từ giai đoạn La Mã và Ba Tư, cũng như giai đoạn tiền và hậu Hồi giáo.
Những sự thăm dò lần đầu được thực hiện vào năm 1922 bởi Aage Schmidt. Một đội ngũ khảo cổ từ Đan Mạch dẫn đầu bởi Hans Kjær (giám sát bởi W.F. Albright) đã khai quật trong ba khoảng thời gian giữa các năm 1926-32. Một cuộc thăm dò đã được thực hiện bởi Sven Holm-Nielson và Marie-Louise Buhl trong năm 1963. Một cuộc khai quật bao quát đã được thực hiện bởi Israel Finkelstein trong những năm 1981-84.
Công trình của Finkelstein đã xác minh được tám tầng địa chất, được xếp vào Byzantine thời kỳ đồ đồng giữa II. Một bức tường khổng lồ được cho là từ giai đoạn thời kỳ đồ đồng giữa III (MB IIC), được bảo quản với chiều cao 7,3 mét (24 ft) và rộng tới 5,5 mét (18 ft), với một dốc thoải mở rộng (với một bức tường hỗ trợ). Thời kỳ đồ sắt I (Do Thái) vẫn mang lại một toà nhà công cộng cao hai tầng được đỡ bằng các cột nằm gần đỉnh của tell, công trình sớm nhất được cho là do người Israel xây dựng. Các lọ trữ đậy nắp có đai và một số vật phẩm văn hóa đã được tìm thấy trong các tòa nhà này, chỉ ra việc sử dụng như là một phần của một phức hợp văn hóa. Có hơn 20 silo được phát hiện từ thời kỳ này, bao gồm một hầm chứa lúa mì được đốt thành than. Tầng lớp huỷ hoại rõ ràng trong khắp tell này có thể xảy ra sau chiến thắng của người Philistine tại Eben-Ezer.
Một trong những phát hiện thú vị hơn là một tập hợp các đồ gốm bên ngoài bức tường thành phố trước thời kỳ của nền văn hoá Do thái (k. 1000 BCE). Phần đồ gốm này là tàn dư còn lại của một số vật nuôi cúng tế, được ném qua tường sau khi hoàn thành nghi lễ và sau đó được chôn đi. Kết quả của lần tìm kiếm này chỉ ra một trạng thái thần thánh của Shiloh trong thời kỳ Canaan, một trạng thái được người Israel tiếp nhận. Đỉnh của tell, nơi Finkelstein giả định rằng nhà tạm đã được đặt, giờ đây đã lộ ra nền đá, không cung cấp được manh mối nào liên quan đến việc thờ phượng Do thái (nằm cạnh một khu lưu trữ liền kề).
Theo phép định niên đại bằng cacbon phóng xạ của Finkelstein, địa điểm này đã bị bỏ hoang vào khoảng năm 1050 TCN, và sau đó thỉnh thoảng có dân cư trở lại trong thời kỳ đồ sắt II. Lời khuyên của Jeremiah, "Hãy đi ngay đến nơi của tôi ở Shiloh" ("Go now to my place that was in Shiloh"), trong quá trình thuyết giáo tại đền thờ của ông sẽ xảy ra trong thời đại này (Jeremiah 7:12). Những ngôi làng quan trọng hơn xuất hiện trong thời kỳ La Mã và Byzantine.
Các cuộc khai quật từ năm 2006 đến năm 2007, được tiến hành ở vùng liền kề và ngay phía nam của Tel Shiloh, đã khám phá ra những bức tranh khảm phức tạp cũng như một số văn tự Hy Lạp, một điều đề cập rõ ràng đến việc địa điểm này là "làng Shiloh". Trong tháng 8-9 năm 2006, các cuộc khai quật khảo cổ được tiến hành ở liền kề tell của Shiloh. Một đội ngũ dẫn dầu bởi Viên chức phụ trách về khảo cổ của Judea và Samaria tại Đơn vị Khảo cổ Hành chính Dân sự Israel, thực hiện một hoạt động dọn dẹp tại Shiloh trong mùa hè này, một sự tiếp tục rất muộn của một cuộc khai quật năm 1998, đã phát hiện ra bức tranh mosaic của một nhà thờ Byzantine lớn, có thể được xây dựng vào khoảng từ 380 đến 420 AD.
Có ba vương cung thánh đường Byzantine hiện đã được phát hiện. Chiều dài của một vương cung, được khai quật bởi Hans Klær vào cuối thập niên 1920, là 40 mét (130 ft). Chiều rộng, cũng đo theo bề ngoài, là 14,10 mét (46,3 ft), nhưng một phòng có chiều rộng 6,40 mét (21,0 ft) gắn phụ với tòa nhà ở phía nam. Nhà thờ này có ba gian, và 12 căn cứ và hai thức cột Corinth rất đẹp cao 62 cm (24 in) và rộng từ 72–61 cm (28–24 in) được bảo tồn. Sự xuất hiện của chúng gợi nhớ lại phong cách nổi tiếng của thế kỷ thứ tư, với những tấm đôi rời để lộ phần chống của lưng tấm đôi, và một tấm đôi mịn dưới góc.
Một công trình được khám phá trong năm 2006 nằm bên dưới một công trình Hồi giáo không có giá đỡ được gọi là Weli Yetaim. Dường như nó đã gặp phải các vấn đề về thoát nước ở phần phía tây, mặc dù đã lắp đặt các đường ống và máng thoát nước. Nó cho thấy giải pháp là nâng cao nền nhà thờ và việc đặt nền mosaic mới. Đó là sàn cũ, ban đầu ở tầng thấp hơn đã được tiết lộ vào mùa hè năm 2006. Nền mosaic bao gồm các thiết kế hình học, một biểu tượng chữ thập hình hoa và ba chữ khắc, thứ nhất là sự hiến dâng cho một quan toà, thứ hai, một sự chào mừng đến khu dân cư "Siloun" (như được đặt trong bức tranh khảm bằng tiếng Hy Lạp: "CIλOYN") và thứ ba, một mong ước chung cho điều tốt lành. Một phát hiện khác của một trong những thánh đường đã xảy ra vào năm 2013.